# Jan Maria Aleksander Aulich
Jan Maria Aleksander Aulich (ur. 3 grudnia 1931 we Lwowie zm. 6 stycznia 2020 w Nowej Soli) – polski inżynier i wynalazca, doktor fizyki.

## Życiorys
Jan Aulich jest synem Gottfryda i Kazimiery z Raczyńskich herbu Nałęcz, młodszym bratem bankowca Jerzego. Wojnę i okupacje (radziecką i niemiecką) przeżył we Lwowie. W 1945 przymusowo wygnany wraz z innymi Polakami ze Lwowa osiadł we Wrocławiu. W 1949 złożył egzamin dojrzałości i podjął studia na Politechnice Wrocławskiej na Wydziale Inżynierii, gdzie w 1953 uzyskał dyplom inżyniera o specjalności „Budowa zapór i zakładów o sile wodnej”. W latach 1953–1958 był zatrudniony na Politechnice Wrocławskiej w Zakładzie Budownictwa Lądowego. Studia magisterskie kontynuował w latach 1954–1956 w zakresie konstrukcji budowlanych. W 1958 przeszedł na Wydział Inżynierii Sanitarnej Politechniki Wrocławskiej do Katedry Mechaniki Cieczy i Gazów. Równolegle w latach 1958–1962 pracował w Technikum Żeglugi Śródlądowej.
W 1967 obronił pracę doktorską pt. Wpływ pierścieni kierujących na własności hydrauliczne i miernicze ostrobrzeżnych kryz. W 1971 został przeniesiony do Zielonej Góry, gdzie zatrudniono go w Wyższej Szkole Inżynierskiej jako docenta etatowego. Pełnił szereg funkcji, m.in. kierownika Zespołu Termodynamiki, dziekana Wydziału Mechanicznego, dyrektora instytutu, zastępcy rektora ds. rozwoju i inwestycji. W tym czasie został powołany przez Ministra Przemysłu Maszynowego na członka Rady Naukowo-Technicznej Ośrodka Badawczo Rozwojowego Lumatex, a także przez Polską Akademię Nauk na zastępcę przewodniczącego Sekcji Termodynamiki i Mechaniki Płynów.
W latach 90. XX wieku pracował w Zainstalu S.A. oraz założył 2H Plast Polska, której został prezesem. W 2000 przeszedł w stan spoczynku i osiadł na stałe w Gryżynie.

## Odznaczenia
- Złoty Krzyż Zasługi
- Medal 30-lecia Polski Ludowej
- Odznaka Budowniczego Wrocławia
- Medal za Zasługi dla Miasta Zielona Góra
- Medal Zasługi WSInż
- Medal XXV-lecia Za Zasługi Dla Kultury Fizycznej i Turystyki Dolnego Śląska
- Złota Odznaka Honorowa NOT
- Złota Odznaka ZNP
- Złota Odznaka SIMP
- Odznaka Honorowa PCK III stopnia
- Złota Odznaka honorowa „Zasłużony dla Budownictwa i Przemysłu Materiałów Budowlanych”
- 9 nagród rektorskich
- Nagroda III stopnia Ministra NSzWiT w roku 1973
- dyplom Rzeczoznawcy Stowarzyszenia Inżynierów i Techników Mechaników Polskich (1977)

## Wykaz publikacji
- Studnie z poziomymi zbieraczami, Gospodarka Wodna nr 5, maj 1954
- Badania na modelach urządzeń do mieszania cieczy. Praca zbiorowa „Gaz, Woda i Technika Sanitarna” nr 4 kwietnia 1956
- Zastosowanie analogii aerohydrodynamicznej w badaniach urządzeń hydrotechnicznych. Praca zbiorowa, PAN Archiwum Hydrotechniki tom V zeszyt 1, 1958
- Analogia aerohydrodynamiczna i zastosowanie jej do badań na modelach budowli wodnych. Praca zbiorowa. PWN Materiały I Sesji naukowej Politechniki Wrocławskiej 1958
- Metodyka ustalania wzorów na wydatek przelewu trójkątnego w warunkach laboratoryjnych. Praca zbiorowa. „Zeszyty Naukowe Politechniki Wrocławskiej” 1959
- O paradoksach naukowych mechaniki płynów. „Zeszyty Naukowe Politechniki Wrocławskiej” nr 112 z 1966
- Zmienność współczynnika µ w przelewach płaskich prostokątnych nie zatopionych bez zwężenia bocznego. „Zeszyty Naukowe Politechniki Wrocławskiej” nr 135, 1967
- Nowoczesne urządzenia do pomiaru natężenia przepływu cieczy w przewodach pod ciśnieniem. „Gaz, Woda i Technika Sanitarna” nr 9 września 1967
- Wykreślna metoda obliczania zwężek Venturiego. „Gaz, Woda i Technika Sanitarna”, nr 2 lutego 1967
- Zwiększenie współczynnika przepływu i poprawa własności metrologicznych kryz ostrobrzeżnych. Pomiary Automatyka Kontrola nr 4, 1969
- Uniezależnienie wskazań kryz ostrobrzeżnych od zmian chropowatości rurociągu w czasie. „Gaz, Woda i Technika Sanitarna” nr 1 stycznia 1969
- Measurment of the intensity of blond flow by the use o fan electromagnetic metod. Acta Physiologica Polonica nr 4, 1969
- Urządzenia pulsacyjne w klarownikach z zawieszonym osadem. „Zeszyty Naukowe Politechniki Wrocławskiej” nr 212, 1969
- Synchronizator prędkości silników hydraulicznych struga węglowego i przenośnika zgrzebłowego. „Zeszyty Naukowe Politechniki Wrocławskiej” nr 211, 1969
- Elektromagnetyczny pomiar natężenia przepływu krwi. „Acta Psychologiczne” tom XX
- Kryzy ostrobrzeżne z pierścieniami kierującymi. „Zeszyty Naukowe Politechniki Wrocławskiej” nr 208, 1969
- Centralne zasilanie silników hydraulicznych o różnych mocach. „Zeszyty Naukowe Politechniki Wrocławskiej” nr 211, 1969
- Badania modelowe zaworu motylkowego. „Zeszyty Naukowe Politechniki Wrocławskiej” nr 212, 1969
- Charakterystyka pracy pulsatora typu lewarowego w klarownikach z zawieszonym osadem. Praca zbiorowa. „Gaz, Woda i technika Sanitarna” nr 3 marca 1970
- Dyskusja równania energetycznego cieczy w przypadku swobodnego wypływu z pionowego rury. Praca zbiorowa. „Gaz, Woda i Technika Sanitarna” nr 2 lutego 1971
- Nowoczesna konstrukcja mieszaczy płynów. „Gaz, Woda i Technika Sanitarna” nr 6 czerwca 1971
- Pracownia pomiarowa regulatorów bezpośredniego działania. Praca zbiorowa. „Gaz, Woda i Technika Sanitarna” nr 7 lipca 1971
- Pomiar natężenia przepływu cieczy wielofazowych w kanałach otwartych. Państwowe Wydawnictwo Naukowe 1975
- Oczyszczanie gazów spalinowych z silników iskrowych. Praca zbiorowa PWN 1975
- Nowoczesne metody pomiaru charakterystyk pomp do podnoszenia cieczy zanieczyszczonych. Prace Naukowe Instytutu Techniki Cieplnej i Aparatury Przemysłowej Politechniki Wrocławskiej nr 2 1972
- Pomiar natężenia przepływu mieszanin dwufazowych metodą krzywakową. Praca zbiorowa. „Zeszyty Naukowe” nr 13 WSInż. Zielona Góra.
- Analiza matematyczna oraz model analogowy tłumika hydraulicznego. „Zeszyty Naukowe” nr 230 WSInż. Zielona Góra.
- Zasady badań modelowych pomp. Praca zbiorowa. „Zeszyty Naukowe” nr 26 WSInż. Zielona Góra.
- Metody badań kawitacyjnych. „Zeszyty Naukowe” nr 26 WSInż. Zielona Góra.
- Wbudowanie urządzeń służących do pomiaru natężenia przepływu w kanałach otwartych. Wymagania i badania. Norma Branżowa BN-74/6210-0

## Patenty i wynalazki
- Świadectwo autorskie o dokonaniu wzoru użytkowego pt. „Zwężka miernicza z pośrednim odbiorem ciśnienia” Urząd Patentowy nr 10562 z 31 01.1969
- Świadectwo autorskie o dokonaniu wynalazku pt. „Samonastawne urządzenie warsztatu stolarskiego” Urząd Patentowy nr 45051 z 8.02.1973
- Świadectwo autorskie o dokonaniu wynalazku pt. „Przepływomierz do pomiaru natężenia przepływu w kanałach o swobodnej powierzchni” Urząd Patentowy nr 56976 z 11.12.1974
- Świadectwo autorskie o dokonaniu wynalazku pt. „Przepływomierz do pomiaru natężenia przepływu cieczy w kanałach o swobodnej powierzchni” Urząd Patentowy nr 81857 z 22.10.1976
- Świadectwo autorskie o dokonaniu wynalazku pt. „Przepływomierz do pomiaru małych natężeń przepływu w przewodach zamkniętych” Urząd Patentowy nr 70167 z 25 maja 1976
- Świadectwo autorskie o dokonaniu wynalazku pt. „Poziomowskaz kolcowy oddolny” Urząd Patentowy nr 86454 z 5.07.1977
- Świadectwo autorskie o dokonaniu wynalazku pt. „Urządzenie do pomiaru prędkości przepływu cieczy” Urząd Patentowy nr 88390 z 30 06.1977
- Świadectwo autorskie o dokonaniu wynalazku pt. „Przepływomierz do pomiaru natężenia przepływu w kanałach o swobodnej powierzchni” Urząd Patentowy nr 92185 z 5 04.1977
- Świadectwo autorskie o dokonaniu wynalazku pt. „Sygnalizator zużycia łożysk ślizgowych”. Urząd Patentowy nr 109922 z 05.05.1978
- „Przepływomierz do pomiaru natężenia przepływu cieczy w kanałach o swobodnej powierzchni”. Urząd Patentowy nr 111939 z 12.04.1978